# Kombinovaná zbraň

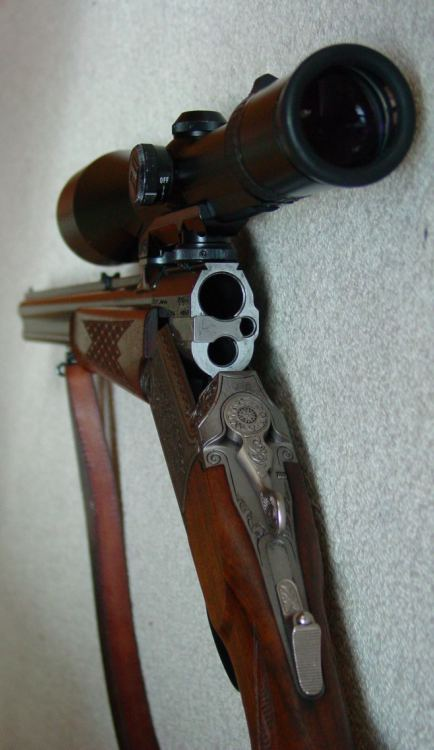
Příklad kombinované zbraně. Zde jde o Trojče

Kombinovaná zbraň je palná zbraň s hlavní (nebo hlavněmi) pro střelbu kulovými náboji nebo kulovými střelami, případně speciálními náboji nebo střelami pro kulovou zbraň a s hlavní (nebo hlavněmi) pro střelbu brokovými náboji, případně speciálními náboji pro brokovou zbraň. Kombinované zbraně se také označují jako kulobrokové. Kombinované zbraně bývají obvykle lovecké.

## Dělení zbraní podle druhu hlavní
Základním dělením pro palné lovecké zbraně dneška je rozdělení podle vývrtu hlavně. Zbraň s hladkým vývrtem hlavně se nazývá brokovnice. Zbraň s drážkovaným vývrtem hlavně je kulovnice. Zákon o zbraních odlišuje kulovnici ráže .22LR. Tato zbraň se nazývá malorážka. Kulové a brokové zbraně jsou vyráběny i ve vícehlavňových variantách. Kombinovaná zbraň má, jak její název napovídá, hlavně kombinující obě výše uvedené skupiny.

## Hlavňové svazky
Obrázek hlavňových svazků ukazuje obvyklé kombinace hlavní a závazné české názvosloví pro tyto zbraně.  Ve starších pramenech se vyskytují i rozdílné názvy a to především pro kozlice. 
Na obrázku jsou v prvních dvou řádcích tabulky i hlavňové svazky brokovnic a kulových zbraní včetně názvů. Toto nejsou kombinované zbraně, ale z tabulky je patrná souvislost v používané terminologii u kulových zbraní a brokovnic s více hlavněmi s terminologií používanou pro kombinované zbraně.
Vzájemná poloha hlavní u několika z uvedených druhů kombinovaných zbraní má i jiné než zobrazené varianty. 
Příklady:
- Troják, který se vyskytuje s kulovou hlavní nad i pod brokovými hlavněmi.
- Kulobroková kozlice může mít kulovou hlaveň nad brokovou.
- Trojče může mít brokovou hlaveň nad kulovou (viz foto v úvodu článku)

## Konstrukce kombinovaných zbraní
Kombinované zbraně se obvykle vyrábí v provedení s lůžkovým uzávěrem. Spouště bývají doplněny voličem, který volí kterou hlaveň chce střelec použít. Existují i varianty se dvěma spouštěmi. U trojhlavňových a čtyřhlavňových zbraní potom volič přepne jednu nebo obě spouště na další hlaveň.